# 블라디미르 쿨리치
블라디미르 쿨리흐(1956년 7월 14일 ~ )은 체코의 배우이다.

## 출연 작품
- 13번째 전사
- 크래커 잭